# The net (La xarxa)
The net (La xarxa) (títol original en anglès: The Net) es una pel·lícula estatunidenca dirigida per Irwin Winkler el 1995 amb Sandra Bullock. Ha estat doblada al català.

## Argument
Angela Bennett, brillant analista informàtica a Cathedral Systems, és especialista en seguretat informàtica, acorralant els virus, siguin els que siguin. No sortint mai de casa seva, contacta amb el seu cap per telèfon. Els seus únics contactes amb l'exterior són la seva mare amb Alzheimer i els seus contactes per 'xat'.
Angela està intrigada per una anomalia en un programa, el « Fantasma de Mozart », gravat en un disquet que li ha enviat el seu amic Dale Hessman. Així, clicant sobre una π a baix de la pantalla amb les tecles ctrl i maj pot accedir a dades confidencials com les de l'hospital de Nova York. Accepta la proposició de Dale d'agafar l'avió de San Francisco però l'endemà, l'avió s'estavella misteriosament i el seu ordinador s'incendia. Temps després, en una platja de Mèxic on agafa les seves primeres vacances des de fa sis anys, és seduïda per Jack Devlin amb qui troba molts punts comuns, com la seva vella marca de cigarrets, el seu film preferit... Jack és en realitat un malfactor que s'interessa sobretot pel disquet. Quan Jack prova de matar-la en un vaixell, Angela escapa saltant al canot de salvament i en guanyant la riba, té un accident: quan es desperta, es troba en un hospital i comprova la destrucció del disquet.
Comença llavors l'acorralament… La seva identitat ha estat destruïda i des d'ara ha estat rebatejada com a Ruth Marx als fitxers informàtics, amb antecedents judicials per homicidi i tràfic de droga. Jack Devlin és el braç armat d'un grup de ciberterroristes, els Pretorians (Praetorians), que volen controlar la informàtica mundial. Els Pretorians tenen accés als llocs sensibles que comercialitzen un programari d'animenada de seguretat informàtica: Cerbère. Pot així alterar el dossier mèdic del secretari d'Estat de defensa oposat al desplegament d'aquest programari per fer-li creure que està afectat de sida; se suïcida llavors. Venen la casa de Angela, el seu cotxe. Angela prova de trobar la pista dels Pretorians, encara que la seva identitat a Cathedral Systems sigui usurpada per una còmplice dels Pretorians. L'ajuda el seu antic psicòleg i amant, i prova també de ser ajudada per un dels seus amics del 'xat', però aquests dos aliats són eliminats. Té un avantatge i un defecte: ningú no la coneix. Sap que tot sobre la nostra vida és en fitxers informàtics, i que per això, els Pretorians són molt perillosos. Va al Q.G de Cathedral Systems per descobrir qui és el cap dels Pretorians, que no és altre que Jeff Gregg, el director de Gregg Microsystems, l'empresa que desenvolupa el troià Cerbère. A l'ordinador de la que ha agafat la seva identitat com a Angela Bennett, troba una còpia del programari maliciós que buscava.

## Repartiment
- Sandra Bullock: Angela Bennett / Ruth Marx
- Jeremy Northam: Jack Devlin
- Dennis Miller: Metge Alan Champion
- Diane Baker: Sra Bennett
- Wendy Gazelle: Ruth Marx
- Ken Howard: Michael Bergstrom
- Ray McKinnon: Dale Hessman
- Daniel Schorr: Periodista de WNN
- L. Scott Caldwell: Lynn
- Robert Gossett: Ben Phillips
- Kristina Krofft: La infermera
- Juan García: El jurista al despatx
- Tony Perez: El metge mexicà
- Margo Winkler: Sra Raines
- Gene Kirkwood: Stan Whiteman

## Al voltant de la pel·lícula
- Nominació als premis MTV Movie per Sandra Bullock com a dona més desitjable[3]
- El 1998, el film ha estat adaptat en sèrie televisada The Net. Una continuació titulada The Net 2.0 va sortir en vídeo l'any 2006.
- Crítiques
  - "El millor, sens dubte, Sandra Bullock"[4]
  - "Els problemes de la informàtica es veuen en aquesta correcta cinta amb abundants dosis d'emoció i intriga"[5]